# BXW
BXW는 일본의 음악 그룹이다. 2020년 결성되어 2021년에 미니 앨범 [Two-sided]로 데뷔했다.

## 방송
- PRODUCE 101 JAPAN (2019)